# ماريوس غانتسارتسيك
ماريوس غانتسارتسيك (بالبولندية: Mariusz Gancarczyk)‏ هو لاعب كرة قدم بولندي في مركز الدفاع، ولد في 5 نوفمبر 1988 في رودا شلاسكا في بولندا. لعب مع غورنيك زابجه.